# パナソニック アビオニクス
パナソニック アビオニクス コーポレーションは、航空機向けの電子機器設備の開発を手掛けるパナソニックグループの企業。パナソニック（現・パナソニックホールディングス）34事業部のひとつだったが、事業会社体制移行後はパナソニック コネクトの傘下にある。

## 概要
日本航空、全日本空輸、ユナイテッド航空、エミレーツ航空、シンガポール航空など、世界中の航空会社を顧客に持ち、70％を超える市場占有率とともに高い営業利益を出し、パナソニックを牽引する優良事業部となっている。
当時のアビオニクス事業部は小形で低振動のラジオ技術を応用して、航空機向けスピーカーの製造から事業を開始、1980年にはボーイング767にオーディオシステムが採用される。さらに1997年、座席ごとに好みの映画作品を選べるシステムを初めて開発した。旅客機向けの機内エンターテインメントやインターネット接続に必要な機器の製造の他、納入後のメンテナンスなども行っており、世界の主要空港に保守管理用のエンジニアを常駐させている。
2018年4月30日に、アジア諸国の販売代理店への支払いを隠蔽するために帳簿を偽装した疑いについて、米司法省と米証券取引委員会（SEC）から海外腐敗行為防止法などに基づき捜査を受け、当局に計2億8060万ドル（約300億円）の制裁金を支払うことで合意したと、自社で発表した。
日本国内では、パナソニック コネクトの事業所として大阪府門真市に「パナソニック アビオニクス ビジネスユニット」が設置されている。